# Castello di Calendasco
Das Castello di Calendasco (lateinisch Castrum Calendaschi) ist eine mittelalterliche Niederungsburg der Gemeinde Calendasco in der italienischen Region Emilia-Romagna.
Das Gebäude ist vollständig aus Mauerziegeln errichtet, zum größten Teil unbeschädigt und in gutem Erhaltungszustand, auch wenn einige Restaurierungsarbeiten dringend nötig wären; es zeigt all seine Großartigkeit einer Verteidigungsburg.
Der älteste Teil der Burg entstand auf Geheiß des Fürstbischofs von Piacenza, der das Territorium von Calendasco um das Jahr 1000 zu Lehen hatte, wie die architektonischen Spuren zeigen, wogegen die Burg erstmals in einem Dokument von Papst Urban II. von 1187 urkundlich erwähnt wird, in dem die Besitzrechte der Mönche von San Salvadore di Quartizzola auf Calendasco bestätigt wurden.
Die Burg mit der Fluchtburg bildete, zusammen mit der Kirche und dem Pilgerhospital, die „Burgi Calendaschi“.

## Geschichte

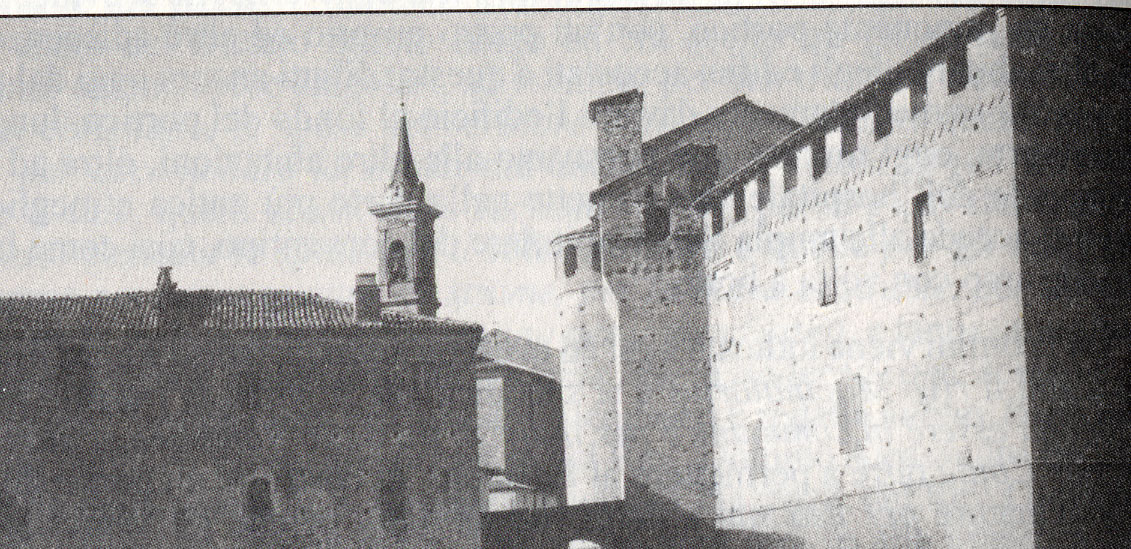
Die Fluchtburg von Calendasco im 11. Jahrhundert; an der Seite die Stallungen und im Hintergrund der Burgturm und die Kirche

Der erste Kern der Burg, die Fluchtburg, stammt aus den ersten Jahren des 11. Jahrhunderts, wogegen die eigentliche Burg ab dem folgenden Jahrhundert aufgebaut wurde.
In den Mauern des „Castrum Burgi Calendaschi“ wurde 1290 der Adlige Corrado Confalonieri geboren, dessen Familie Lehensnehmer bonis et juribus der Gegend von Calendasco waren.
Ende des 13. Jahrhunderts war die Burg, deren genaues Baujahr man nicht kennt, Eigentum der Familien Palastrelli und Scotti.
1346 wurde die Burg von Ghibellinen zerstört, die aus Piacenza vertrieben worden waren, wurde aber unmittelbar danach von den Guelfen wegen ihrer Bedeutung für den Widerstand gegen die Viscontis wiederaufgebaut.
1412 wurde sie vom Herzog von Mailand, Filippo Maria Visconti an Bartolomeo und Filippo Arcelli verlehnt, die von ihm zu Grafen des Tidone-Tals ernannt worden waren; so wurde sie zu einem Vorposten zu Unterstützung des Castello di Somaglia, das auf dem anderen Ufer des Po lag. In den folgenden Jahren fiel die Burg an die Familie Confalonieri, um dann in den Besitz der Viscontis überzugehen und später erneut in den der Confalonieris, die sie trotz geschichtlicher Wechselfälle bis zu den letzten Jahren des 16. Jahrhunderts behielten.

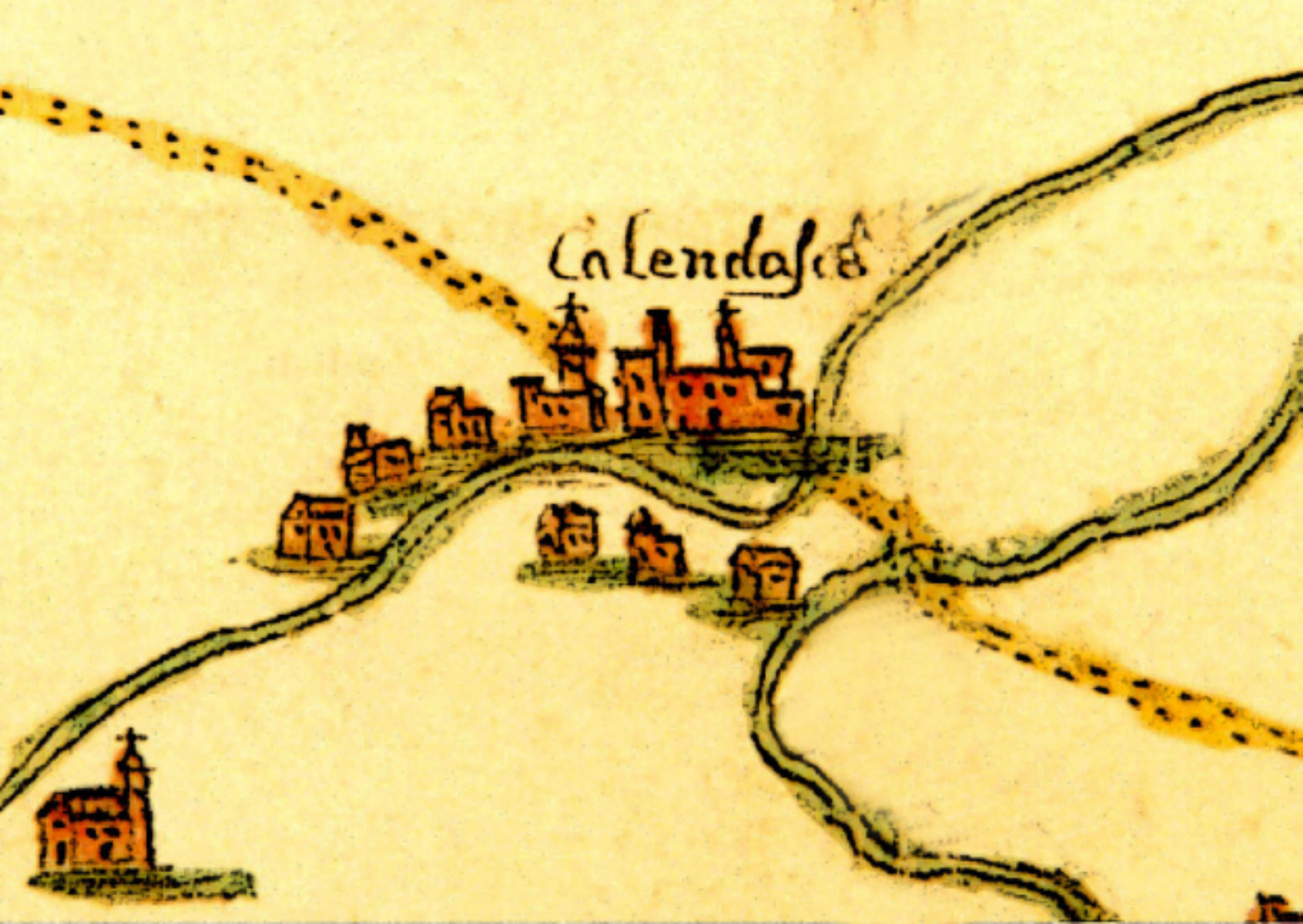
Detail einer Landkarte aus dem späten 16. Jahrhundert, auf der man die Siedlung mit der Burg, die Kirche und das Pilgerhospital gut sehen kann; die ganze Landkarte zeigt die Straße zum Hafen am Po

Am 14. Januar 1482: Nach mehreren Tagen der Belagerung entrissen die Truppen des Herzogs von Mailand, Gian Galeazzo Maria Sforza, das Castello di Calendasco dem Kapitän Antonio Confalonieri, der sich zusammen mit seinem Schwiegersohn Ottaviano Sanseverino in Innere der Burg geflüchtet hatte. Nach der Belagerung blieb die Burg im Übrigen in Händen der Familie Confalonieri in Person des Kapitäns Antonio Confalonieri.
Als die Burg nach dem Niedergang der Familie Arcelli unter die Kontrolle der Familie Confalonieri kam, wurde sie 1572 zum Schauplatz der Ermordung des Grafen Ludovico Confalonieri durch Antonello de’ Rossi, den Geliebten der Gräfin Camilla, der Gattin von Ludovico. Die Hälfte des Lehens fiel so an die Familie Sanseverino, die mit den Confalonieris verwandt waren, die wiederum die Rechte an der anderen Hälfte behielten. 1584 verkauften die Sanseverinos über die herzogliche Liegenschaftsverwaltung ihre Hälfte an den Grafen Gian Battista Zanardi Landi. Die andere Hälfte des Lehens fiel dagegen unter die Verwaltung des Grafen Benzoni, dessen Erben sie bis 1674 behielten, als sie nach dem Tod des Herzogs Ludovico erneut von der herzoglichen Liegenschaftsverwaltung verwaltet wurde.
Der letzte Lehensnehmer von Calendasco, an den aber im Übrigen mit dem Lehen nicht die Burg überantwortet wurde, war der Graf Fabio Perletti, der Gemahl der Gräfin Paola Anguissola d'Altoé, Rechtsberater und Gesandter der Farneses am kaiserlichen Hof. Das Lehen von Calendasco, Rena, Campadone, Reganella und Pernici wurde ihm am 14. April 1690 von Ranuccio II. Farnese übertragen, da er dafür dankbar war, dass Perletti mit positivem Ergebnis am kaiserlichen Hof und bei Doria von Genua die Annexion der Lehen von Bardi und Compiano durch das Herzogtum Parma und Piacenza verhandelt hatte, und darüber hinaus dafür, dass er erfolgreich die Verträge für die Heirat von Odoardo II. Farnese, den Erstgeborenen des Herzogs und Isabella d’Este, mit Dorothea Sophie von der Pfalz ausgehandelt hatte. Die Perlettis und einige Mitglieder der Familie Anguissola, mit denen sie verwandt waren, lebten in Calendasco bis in die ersten Jahre des 20. Jahrhunderts.
1719 gab die Familie Zanardi Landi ihren Teil der Burg auf, um Finanzmittel zu erhalten, die sie einsetzten, und die schwierige, finanzielle Situation zu bereinigen, die Bartolomeo Zanardi Landi beim Grafen Pier Francesco Scotti verursacht hatte. Zu dieser Zeit gehörte der andere Teil der Burg der Congregazione del Santo Rosario, die ihn Jahre später an Kapitän Pietro Rizzi abgab. Diesen Teil schenkte der Eigentümer, der Jurist Giuseppe Scopesi della Capanna, dessen Familie ihn durch Heirat erhalten hatte, 1913 einer karitativen Einrichtung, die ihn später an die Gemeinde Calendasco weitergab. Den anderen Teil der Burg gab die Familie Zanardi Landi dagegen an die Herren Guasconi weiter.
2021 wurde die Burg Restaurierungsarbeiten unterzogen, die die Renovierung der Eingangsbrücke, der Hauptfassade, des Empfangssalons mit Schattengewölbedecke und des Salons im Erdgeschoss umfassten. Diese Arbeiten ermöglichten die Entdeckung der originalen Bodenbeläge aus Terrakotta im Salon und im Empfangssalon, eines offenen Kamins, der durch eine Blende verdeckt war, ebenfalls im Salon, und einer Reihe von Räumlichkeiten in der Basis einer der Türme, die verfallen waren, nachdem sie in der Vergangenheit wieder verschlossen worden waren und die bis heute unzugänglich sind.

## Beschreibung

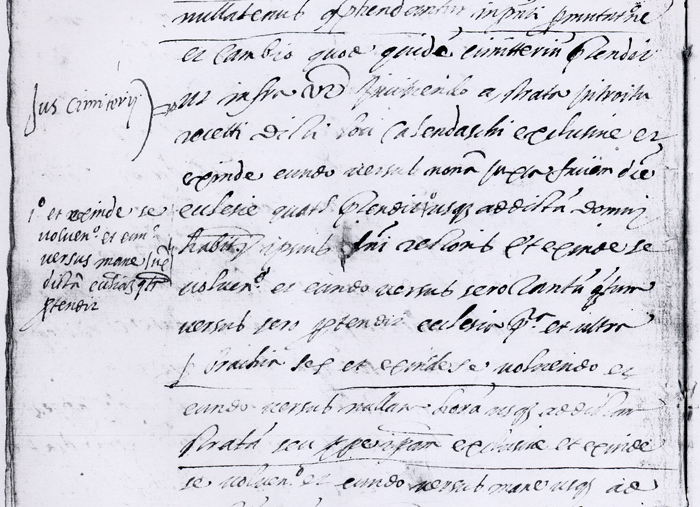
Detail des Notarvertrages von 1461, in dem dem Presbyterium von Calendasco erlaubt wurde, einen Friedhof und eine Pfarrkirche zu errichten.

Die Burg hat einen trapezförmigen Grundriss, ist vollständig aus Mauerziegeln erbaut und trägt guelfische Zinnen auf der Linie der Kurtine, über der sich vier Rundtürme erheben. Die Anlage ist von einem Burggraben umgeben, der nicht mehr, wie ursprünglich, mit Wasser gefüllt ist, und durch drei Eingänge erschlossen; zwei davon zeigen noch die Schlitze für die Aufhängungen der Zugbrücken, die später durch Brücken aus Terrakotta ersetzt wurden. Ein weiterer Eingang, die Porta del Soccorso, ist eine Schlupftür.
Ein zylindrischer Turm liegt über dem Haupteingang der Burg, der zu einem Innenhof führt, der durch eine doppelte Loggia gekennzeichnet ist.
Im Inneren der Burg gibt es zwei große Säle mit offenen Kaminen, die Caminata magna superiore und die Caminata magna inferiore: Beide werden in einigen mittelalterlichen Dokumenten als „magne“ (also „großartig“) bezeichnet. In einigen Räumen sind hölzerne Kassettendecken erhalten, während an den Wänden des großen Gewölbes am Eingang Fresken aus dem 16. Jahrhundert zu sehen sind, auch wenn sich diese nicht in gutem Erhaltungszustand befinden.
An die Burg ist die ein Jahrhundert ältere Fluchtburg angebaut, das ebenfalls über eine Zugbrücke und eine eigene Schlupftüre erreichbar und mit einem Battifredo in Mauerwerk ausgestattet ist. Auch diese Anlage hat ein eigenes, kleines Türmchen auf der Nordwestseite, das vollständig ruiniert ist. An demselben Platz vor dem Ricetto und der Burg liegt die imposante Anlage – auch ein Verteidigungsbauwerk –, die die Stallungen enthielt.